# 지구의

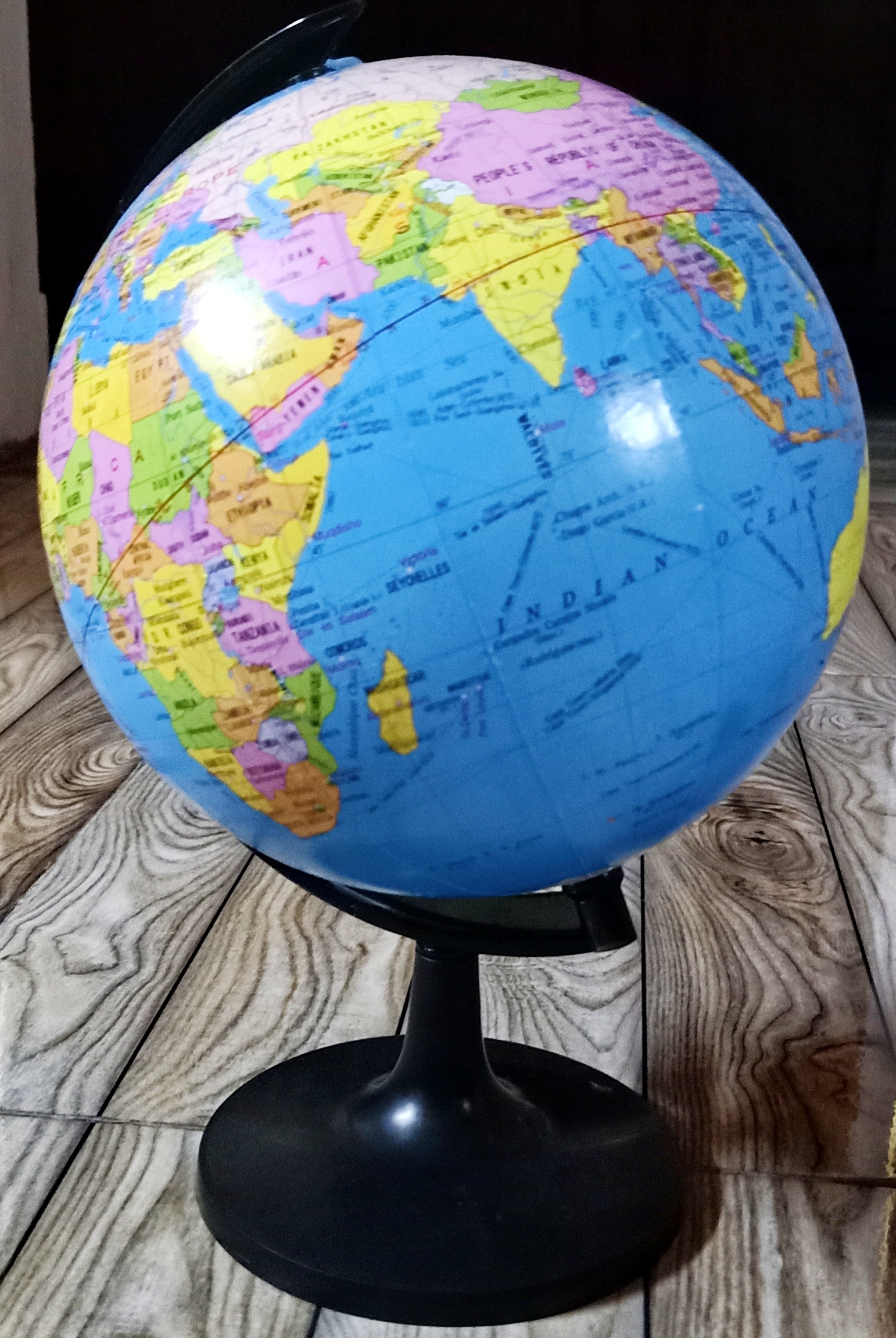
현대 지구권

지구의(地球儀) 또는 지구본(地球本)은 지구를 구로 표현한 모형이다. 평면에 그린 지도는 방위, 각도, 거리, 면적의 모든 것을 한꺼번에 올바르게 나타내지는 못하는데에 비해 지구의는 지구와 비슷한 공 모양이므로 그 어느 것을 나타내는 데 문제가 없다. 지구의의 축척은 여러 가지가 있지만 축척과 크기를 독립적으로 결정할 수 있는 평면의 지도와는 달리 지구의는 축척을 결정하면 구체의 크기도 정해진다. 지구의뿐 아니라 천구의, 일구의, 월구의, 화성의 등도 존재한다.
지구의는 일반적으로 북극점과 남극점에 해당하는 부분에 베어링(bearing)이 있어 이것이 받침대에 고정되어 회전할 수 있게 되어 있다. 또 지축과 같이 수직 방향으로 23.4도 기울어 있듯이 베어링이 붙여져 있다. 이에 따라 지구의 바로 옆에 등을 비추어 이를 태양으로 생각하여 날이나 계절이 어떻게 바뀌는지 쉽게 판단할 수 있다.

## 특징
지구의는 대륙이나 대양의 크기, 모양 등을 왜곡하지 않으면서 지구를 표현한다. 평면 지도는 불가피하게 특정 지역을 실제보다 크게 표현하곤 한다.

## 역사
기원전 150년 즈음에 킬리키아 지방(지금의 터키)에서 학자 Crates of Mallus가 만든 것이 가장 오래된 것으로 알려져 있다. 중세에 들어 이슬람 세계에서 지구의가 제작되었다. 현존하는 가장 오래된 지구의는 1492년에 독일의 뉘른베르크에서 마르틴 베하임(Martin Behaim)이 제작한 것이다.

## 만드는 법
현대 들어 대량 생산하고 있는 지구의는 세계 지도를 구에 붙여 만든다. 먼저 평면 위에 세계 지도를 그린 다음 이 지도를 홀쭉한 방추형으로 잘라 낸다. 여기서 적도 가까이는 거의 원래의 지도로 남아 있지만 극쪽으로 가까워질수록 가늘어진다. 이렇게 지도를 붙여나간 다음, 극지방의 왜곡을 수정하기 위해 북극과 남극 각각의 원형의 지도를 붙인다. 실제 지구는 완전한 원 모양이 아니고 적도 근처가 조금 부풀어 올라와 있어서 이를 표현하는 것은 쉽지 않고 대량 생산 제품에서도 마찬가지로 이를 구현하는 것이 쉽지 않다. 그래서 매우 세밀하게 만들어진다.

## 같이 보기
- 세계 지도
- 구글 어스

## 참조
1. ↑  그림